# Grand Prix Velké Británie 2019
Grand Prix Velké Británie 2019 (oficiálně Formula 1 Rolex British Grand Prix 2019) se jela na okruhu Silverstone v Silverstonu ve Velké Británii dne 10. července 2019. Závod byl desátým v pořadí v sezóně 2019 šampionátu Formule 1.

## Kvalifikace
| Poř.                       | No. | Jezdec             | Konstruktér               | Časy v kvalifikaci | Časy v kvalifikaci | Časy v kvalifikaci | Pořadí na startu |
| Poř.                       | No. | Jezdec             | Konstruktér               | Q1                 | Q2                 | Q3                 | Pořadí na startu |
| -------------------------- | --- | ------------------ | ------------------------- | ------------------ | ------------------ | ------------------ | ---------------- |
| 1                          | 77  | Valtteri Bottas    | Mercedes                  | 1:25.750           | 1:25.672           | 1:25.093           | 1                |
| 2                          | 44  | Lewis Hamilton     | Mercedes                  | 1:25.513           | 1:25.840           | 1:25.099           | 2                |
| 3                          | 16  | Charles Leclerc    | Ferrari                   | 1:25.533           | 1:25.546           | 1:25.172           | 3                |
| 4                          | 33  | Max Verstappen     | Red Bull Racing-Honda     | 1:25.700           | 1:25.848           | 1:25.276           | 4                |
| 5                          | 10  | Pierre Gasly       | Red Bull Racing-Honda     | 1:26.273           | 1:26.038           | 1:25.590           | 5                |
| 6                          | 5   | Sebastian Vettel   | Ferrari                   | 1:25.898           | 1:26.023           | 1:25.787           | 6                |
| 7                          | 3   | Daniel Ricciardo   | Renault                   | 1:26.428           | 1:26.283           | 1:26.182           | 7                |
| 8                          | 4   | Lando Norris       | McLaren-Renault           | 1:26.079           | 1:26.385           | 1:26.224           | 8                |
| 9                          | 23  | Alexander Albon    | Scuderia Toro Rosso-Honda | 1:26.482           | 1:26.403           | 1:26.345           | 9                |
| 10                         | 27  | Nico Hülkenberg    | Renault                   | 1:26.568           | 1:26.397           | 1:26.386           | 10               |
| 11                         | 99  | Antonio Giovinazzi | Alfa Romeo Racing-Ferrari | 1:26.449           | 1:26.519           |                    | 11               |
| 12                         | 7   | Kimi Räikkönen     | Alfa Romeo Racing-Ferrari | 1:26.558           | 1:26.546           |                    | 12               |
| 13                         | 55  | Carlos Sainz Jr.   | McLaren-Renault           | 1:26.203           | 1:26.578           |                    | 13               |
| 14                         | 8   | Romain Grosjean    | Haas-Ferrari              | 1:26.347           | 1:26.757           |                    | 14               |
| 15                         | 11  | Sergio Pérez       | Racing Point-BWT Mercedes | 1:26.649           | 1:26.928           |                    | 15               |
| 16                         | 20  | Kevin Magnussen    | Haas-Ferrari              | 1:26.662           |                    |                    | 16               |
| 17                         | 26  | Daniil Kvjat       | Scuderia Toro Rosso-Honda | 1:26.721           |                    |                    | 17               |
| 18                         | 18  | Lance Stroll       | Racing Point-BWT Mercedes | 1:26.762           |                    |                    | 18               |
| 19                         | 63  | George Russell     | Williams-Mercedes         | 1:27.789           |                    |                    | 19               |
| 20                         | 88  | Robert Kubica      | Williams-Mercedes         | 1:28.257           |                    |                    | 20               |
| 107% času vítěze: 1:31.498 |     |                    |                           |                    |                    |                    |                  |
| Zdroj:                     |     |                    |                           |                    |                    |                    |                  |

## Závod
| Poř.                                                                | No. | Jezdec             | Konstruktér               | Počet kol | Čas/Odstoupení      | Pořadí na startu | Body |
| ------------------------------------------------------------------- | --- | ------------------ | ------------------------- | --------- | ------------------- | ---------------- | ---- |
| 1                                                                   | 44  | Lewis Hamilton     | Mercedes                  | 52        | 1:21:08.452         | 2                | 26   |
| 2                                                                   | 77  | Valtteri Bottas    | Mercedes                  | 52        | +24.928             | 1                | 18   |
| 3                                                                   | 16  | Charles Leclerc    | Ferrari                   | 52        | +30.117             | 3                | 15   |
| 4                                                                   | 10  | Pierre Gasly       | Red Bull Racing-Honda     | 52        | +34.692             | 5                | 12   |
| 5                                                                   | 33  | Max Verstappen     | Red Bull Racing-Honda     | 52        | +39.458             | 4                | 10   |
| 6                                                                   | 55  | Carlos Sainz Jr.   | McLaren-Renault           | 52        | +53.639             | 13               | 8    |
| 7                                                                   | 3   | Daniel Ricciardo   | Renault                   | 52        | +54.401             | 7                | 6    |
| 8                                                                   | 7   | Kimi Räikkönen     | Alfa Romeo Racing-Ferrari | 52        | +1:05.540           | 12               | 4    |
| 9                                                                   | 26  | Daniil Kvjat       | Scuderia Toro Rosso-Honda | 52        | +1:06.720           | 17               | 2    |
| 10                                                                  | 27  | Nico Hülkenberg    | Renault                   | 52        | +1:12.733           | 10               | 1    |
| 11                                                                  | 4   | Lando Norris       | McLaren-Renault           | 52        | +1:14.281           | 8                |      |
| 12                                                                  | 23  | Alexander Albon    | Scuderia Toro Rosso-Honda | 52        | +1:15.617           | 9                |      |
| 13                                                                  | 18  | Lance Stroll       | Racing Point-BWT Mercedes | 52        | +1:21.086           | 18               |      |
| 14                                                                  | 63  | George Russell     | Williams-Mercedes         | 51        | +1 kolo             | 19               |      |
| 15                                                                  | 88  | Robert Kubica      | Williams-Mercedes         | 51        | +1 kolo             | 20               |      |
| 16                                                                  | 5   | Sebastian Vettel   | Ferrari                   | 51        | +1 kolo             | 6                |      |
| 17                                                                  | 11  | Sergio Pérez       | Racing Point-BWT Mercedes | 51        | +1 kolo             | 15               |      |
| Ret                                                                 | 99  | Antonio Giovinazzi | Alfa Romeo Racing-Ferrari | 18        | Smyk                | 11               |      |
| Ret                                                                 | 8   | Romain Grosjean    | Haas-Ferrari              | 9         | Poškození po kolizi | 14               |      |
| Ret                                                                 | 20  | Kevin Magnussen    | Haas-Ferrari              | 6         | Poškození po kolizi | 16               |      |
| Nejrychlejší kolo: Lewis Hamilton (Mercedes) - 1:27.369 (v kole 52) |     |                    |                           |           |                     |                  |      |
| Zdroj:                                                              |     |                    |                           |           |                     |                  |      |

Poznámky
1. ↑  Lewis Hamilton získal jeden bod za zajetí nejrychlejšího kola.
2. ↑  Sebastian Vettel obdržel trest přičtení 10 sekund k času v cíli za zavinění kolize s Maxem Verstappenem.

## Průběžné pořadí po závodě
Pohár jezdců
|        | Pořadí | Jezdec           | Body |
| ------ | ------ | ---------------- | ---- |
|        | 1      | Lewis Hamilton   | 223  |
|        | 2      | Valtteri Bottas  | 184  |
|        | 3      | Max Verstappen   | 136  |
|        | 4      | Sebastian Vettel | 123  |
|        | 5      | Charles Leclerc  | 120  |
| Zdroj: |        |                  |      |

Pohár konstruktérů
|        | Pořadí | Konstruktér           | Body |
| ------ | ------ | --------------------- | ---- |
|        | 1      | Mercedes              | 407  |
|        | 2      | Ferrari               | 243  |
|        | 3      | Red Bull Racing-Honda | 191  |
|        | 4      | McLaren-Renault       | 60   |
|        | 5      | Renault               | 39   |
| Zdroj: |        |                       |      |